# Cardena
Cardena ist eine antike Siedlung (vicus) am Fuße des Martberges in Karden im Landkreis Cochem-Zell in Rheinland-Pfalz.

## Lage und Entstehung
Unterhalb des einstigen keltischen Oppidums und des späteren römischen Tempelbezirks Martberg an der Untermosel, in welchem wohl – wie der Name des Berges und einige Inschriften verraten – vorwiegend der römische Gott Lenus Mars verehrt wurde, lag unmittelbar am Moselufer die antike Handwerker- und Händlersiedlung Cardena, die Talsiedlung des antiken Bergheiligtums.
So wie die Anlagen auf dem Martberg dürfte auch Cardena aus einer älteren Siedlung der Kelten hervorgegangen sein. Gebrauchsgegenstände und Münzfunde aus spätkeltischer Zeit wurden an mehreren Stellen im Ortsbereich entdeckt.
Der römische Ort wird durch eine Weihung an den genius Vicanorum als Vicus bezeugt. Der Geograph von Ravenna überlieferte um 700 den antiken Namen des Ortes als „Cardena“.
Cardenas Bedeutung resultierte – neben seiner strategisch günstigen Lage am Beginn des Aufstiegs unterhalb des keltischen Oppidums und späteren römischen Bergheiligtums – aus seiner Lage an der Kreuzung zweier überörtlich bedeutender Verkehrswege: der Mosel als außerordentlich wichtiger Wasserstraße und der regional bedeutsamen Nord-Süd-Verbindung aus dem Mayener Raum in Richtung Kastellaun, welche die Reisenden bei Cardena zu einer Moselüberquerung zwang. Wahrscheinlich folgte diese Route bereits vorgeschichtlichen Wegen, die unterhalb des keltischen Oppidums vorüberzogen. Diese Straße scheint stark frequentiert gewesen zu sein, so dass die in Cardena ansässigen Handwerker und Händler den Bedarf der Reisenden und der Pilger zu dem Bergheiligtum durch Produkte und Dienstleistungen erfüllen konnten.

## Ausdehnung und Chronologie
Die topografische Lage von Cardena wird durch den relativ schmalen Streifen zwischen dem Moselufer und dem Fuß des Mart- und Hüttenberges vorgegeben. Bisherige Ausgrabungen bestätigten die Vermutung, dass es sich um ein typisches Straßendorf mit jeweils einer Häuserzeile links und rechts der Hauptstraße gehandelt haben dürfte, wobei im Bereich der Stiftskirche jedoch ein größerer Gebäudekomplex, evtl. eine Mansio, gestanden hat. Tatsächlich konnte archäologisch bestätigt werden, dass die noch heute weitgehend schnurgerade St. Castor-Straße dem Verlauf der ehemaligen römischen Hauptstraße folgt. Einzelne kleinere Nebenstraßen scheinen wie heute von dieser abgezweigt zu sein. Die spätantike Hauptstraße war ein 3 m breiter gepflasterter Fahrweg, an den sich zwei durch 15 cm hohe Randsteine getrennte Gehwege von jeweils 2 Metern Breite anschlossen. Die römische Siedlung erreichte offenbar eine Nord-Süd-Ausdehnung von etwa 300 Metern und scheint kaum breiter als 80 m gewesen zu sein, was einer bebauten Fläche von etwa 2,5 ha entsprach.
Neben Handel und Dienstleistungen wird die Bevölkerung des Vicus vor allem von handwerklichen Tätigkeiten gelebt haben. Dazu wurde vor allem südlich des heutigen Bahnhofs ein ausgedehnter Töpfereibezirk betrieben, wobei sich besonders die in Cardena hergestellten Terrakottafiguren einer großen Beliebtheit bei den Besuchern des Tempelbezirks auf dem Martberg erfreuten. Die älteren der bislang rund 20 gefundenen römischen Töpferöfen stammen aus dem 1. Jh. n. Chr. und produzierten vor allem die sog. „Belgische Ware“. Später wurden neben den bereits erwähnten Terrakottafigürchen auch marmoriertes Geschirr, Schwarzfirnisware und Gebrauchsgeschirr unterschiedlicher Art hergestellt. Die Töpferei wurde noch im 4. Jh. betrieben, scheint danach jedoch eingestellt worden zu sein.
Etwa in Höhe des vom rechtwinkligen Straßenbild abweichenden Abzweigs der heutigen Maximinstraße von der St. Castor-Straße scheint die antike Siedlung geendet zu haben. Nur wenige Meter südlich beginnen am Moselufer entlang die Töpfereien und am Beginn des Aufstiegs zum Martberg finden sich wie üblich außerhalb des Ortes die römerzeitlichen, spätantiken und frühmittelalterlichen Gräber der Bevölkerung Cardenas. Die frühere Pfarrkirche St. Maria setzt die spätantike Tradition der Bestattungen fort und noch heute findet sich an dieser Stelle der Friedhof von Karden.

## Nachwirkungen
Schon im 4. Jahrhundert soll Castor von Karden  (* unbekannt; † um 400), ein vermutlich aus Aquitanien stammender Schüler von Bischof Maximin von Trier (* Ende des 3. Jahrhunderts; † 346) mit einigen Gefährten als Priester in Karden an der Mosel gewirkt und zusammen mit dem ebenfalls aus Aquitanien stammenden Potentinus und seinen Söhnen Felicius und Simplicius eine christliche Gemeinschaft begründet haben. Ein Teil der Gebeine des hl. Castor von Karden kamen auf  Wunsch von Erzbischof Hetti 836 in die damals neu erbaute Kastorkirche von Koblenz. An St. Castors Grab- und Wirkungsstätte in Karden entwickelte sich wohl bereits in merowingischer Zeit ein frühes Priesterkollegium, aus dem später ein Kollegiatstift hervorging, von dem außer Haus Korbisch (1208) vor allem noch der ehemalige Stiftsherrenbau (vermutlich Refektorium und Dormitorium aus dem Jahr 1238) sowie die romanische Stiftskirche St. Castor existiert.